# Kerabistus hollowayi
Kerabistus hollowayi är en insektsart som beskrevs av Bragg 200. Kerabistus hollowayi ingår i släktet Kerabistus och familjen Aschiphasmatidae. Inga underarter finns listade i Catalogue of Life.